# 渡辺庄三郎
渡辺 庄三郎（わたなべ しょうざぶろう、1885年（明治18年）6月2日 - 1962年（昭和37年）2月14日）は、明治時代末期から昭和時代にかけての浮世絵商、版元、版画家。旧字体表記は渡邊庄三郎。

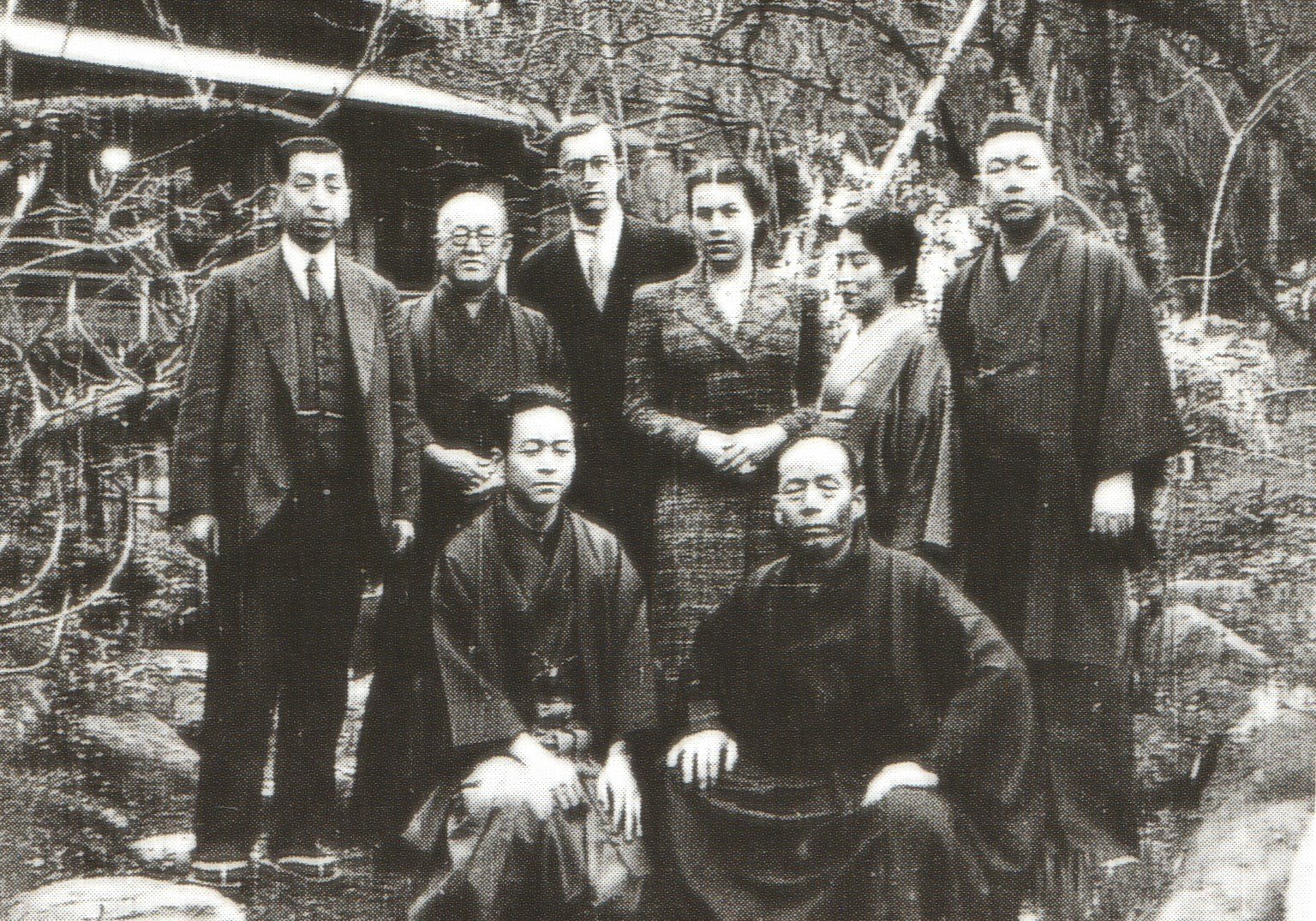
1列目左笠松紫浪、右 渡辺庄三郎｡２列目左から2番目川瀬巴水、右端伊東深水と妻の好

## 来歴
1885年、茨城県猿島郡五霞村江川において、大工職の渡辺勇橘（ゆうきつ）と母そめの次男として生まれた。1895年（明治28年）、11歳の時、父に連れられ東京市神田区神田佐柄木町に住み、大工棟梁をしていた叔父の所に移る。翌年、12歳の時に神田淡路町の質屋「淡路屋」の小僧になって、使い走りなどをして忙しい日々を過ごしながら、対外貿易を目指し独学していた。
1898年（明治31年）頃になると、淡路屋は主人の遊興によって経営不振に陥り、1899年（明治32年）に同業者の万学商会に譲渡されることになり閉店、主人であった稲垣常三郎は団子坂に移り住んだ。これを機に庄三郎は団子坂にあった英語塾に通うようになり、稲垣の友人で横浜正金銀行に勤務していた高橋清六の知遇を得、この高橋の紹介によって、1902年（明治35年）古美術商小林文七の輸出店「蓬枢閣」に勤めることとなった。この小林文七は、浮世絵商の吉田金兵衛の紹介によりパリで日本美術店を営業していた林忠正の仕事を手伝っていた。庄三郎はこの小林文七の横浜に開店したばかりの外国人のみを相手にする日本美術店で働くこととなった。1904年（明治37年）、浮世絵商の村田金兵衛が庄三郎の店を訪れ、歌川広重の「江戸名所貼交図絵」の古版木を入手したので、これを摺直ししたいという。そこで庄三郎は摺師を雇って、その古版木を外国人向けにということで、藍摺絵にして一週間で100枚摺ったと伝えられる。このことが、渡辺を錦絵の世界に誘う契機になったのであった。1906年（明治39年）の夏、両国で開店の準備をしたのち、渡辺は小林の店から独立し、村金（村田金兵衛）の番頭、堤とともに美術骨董を扱う「尚美堂」という古美術店を開店している。同年、鈴木春信の原画をもって摺師田村鉄五郎に依頼、複製画の制作を試みた。しかし、1907年（明治40年）には堤と別れて、京橋柳町一丁目の2階に独立している。さらに、1908年（明治41年）、京橋五郎兵衛町に移転、近松チヨと結婚する。この五郎兵衛町で1909年（明治42年）3月25日に「渡辺版画店」の看板を掲げた。
1914年（大正3年）、藤懸静也と「浮世絵研究会」を結成。1915年（大正4年）、藤懸静也著『木版浮世絵大家画集』を刊行している。渡辺は同年、オーストリアの画家フリッツ・カペラリの水彩画個展を見たときに、木版画にしたら面白いと思われる作品があったので、カペラリ自身に会い、錦絵の技法によって版画化することを推奨、「雨中女学生の帰路の図」など10点ほどを試作したとされる。これらがのちに「新版画」と呼ばれるようになったものの最初の試みであった。そして、翌1916年（大正5年）には自宅の斜め前に「渡辺版画店」として独立開業し、当世の画家の作品を伝統技法によって木版画にすることを試みている。絵師には高橋松亭を起用、彫師には近松於菟寿、摺師には斧由太郎を採用して短冊形の木版画を製作し、長野県軽井沢町の松本骨董店において夏の一週間販売すると、これが大変好評となり、渡辺は採算についての自信を得た。外国人に好評を得た背景にはアメリカ、ヨーロッパにおけるジャポニスムの影響が大きかった。この後、数年の間にこういった短冊形などの小型の木版画を20種ほど製作している。また、渡辺は複製版画の製作を通して、伝統技法から生まれる、肉筆画とは異なる木版画独特の性格に魅力を感じとり、新進の作家の作品を伝統的な錦絵と同じ技法で版画にすることに思いが至ったといわれる。そして、1915年（大正4年）の10月には橋口五葉の「浴後裸体女」の下絵を製作、翌1916年（大正5年）の2月に出版したのであった。しかし、五葉はこの作品の出来に満足できず、渡辺のもとを去っている。同年6月、第2回郷土会の展覧会において、渡辺は伊東深水の「対鏡」の原画を見てこれを木版画にしようと思い、深水に新版画の下絵の制作を依頼した。すると、深水は肉筆画とは異なる木版画による表現効果に興味を示し、第二作「遊女」以降、美人画や風景画などの下絵を次々に制作、新版画の代表作家となっていった。さらに同年、名取春仙の「初代中村鴈次郎の紙屋治兵衛」、山村耕花の「中村鴈次郎の大星由良之助」を制作したほか、川瀬巴水が画博堂という画廊で行った肉筆画頒布会の際、庄三郎と巴水が出会っている。1917年（大正6年）5月、深水の「近江八景」を刊行、9月には広重60回忌追善記念展覧会を開催、目録を版行した。翌1918年（大正7年）、巴水の「塩原おかね路」、「塩原畑下り」、「塩原塩釜」を版行した。吉田博は1920年（大正9年）、松木喜八郎の紹介により、「明治神宮の神苑」を渡辺版画店から版行し、明治神宮奉賛会において出版、頒布をしている。以降、若手の画家たちを説いて新版画の製作を続行していくが、その存在が世間に知られるようになったのは、1921年（大正10年）の初夏と1922年（大正11年）の春に白木屋において新作版画展覧会を開催、好評を得てからであった。翌1923年（大正12年）には、自著『浮世絵師一覧』を刊行したが、9月1日に起こった関東大震災によって、渡辺木版画店も被災、店内に有った完成画及び版木の多くを焼失、それまで積み上げてきた貴重な財産の大半を奪われた。僅かに焼け残った版画や錦絵も、生活そのものが混乱していた当時では商売にはならず、庄三郎は上野御成道に移った版画店店舗において便利瓦を販売せざるを得なかった。この大震災が巴水らの新版画にかかわった画家たち、そして彫師、摺師に与えた打撃は計り知れず、狭義の新版画はこの震災までであったとする見解もある。しかし、実際に新版画を担った画家たちの画業はその後、一層開花、新版画の製作も継続されていった。渡辺版画店では、新版画と複製版画の双方ともに出版し続けていった。その後、1925年（大正14年）11月、西銀座八丁目に移る。
1931年（昭和6年）、井上和雄と共著で『浮世絵師伝』を渡辺版画店から刊行しており、同著は現代でも浮世絵師研究の入門書といえる。1936年（昭和11年）、1937年（昭和12年）には自らも渡邉霞江と号して、「河口湖」など木版風景画を描いており、山と水が眼前に広がる光景を好んでいたことが知られる。
1943年（昭和18年）12月23日に「株式会社渡辺木版美術画舗」と社名を改める。1948年（昭和23年）にはピーター・アーヴィン・ブラウンの墨絵木版を版行している。
第二次世界大戦後における混乱期を経て、昭和30年代になると日本経済が高度成長をしていくなか、社会における錦絵自体の在り方も変化せざるを得なかった。錦絵版画技術を過去の遺産とみなし、新版画すら一時代前のものとする風潮が一般的になっていた。そのようななか、1951年（昭和26年）、文化財保護委員会が深水と巴水による伝統浮世絵木版画の技術記録を作成したのはそれを象徴することであった。そして、巴水が1957年（昭和32年）に没し、1960年（昭和35年）に春仙が自殺をしてしまう。1958年（昭和33年）、孫の渡辺章一郎が誕生。若いころから浮世絵の研究に熱心であったが、晩年は特に風景版画の発達史に関心を寄せていた庄三郎自身もその2年後、1962年（昭和37年）2月24日、心不全をおこし、死去する。享年78。法名は輝徳院貫達日道居士。
2022年7月16日にひろしま美術館にて「THE 新版画　版元・渡邊庄三郎の挑戦」展が開催された。

## 作品
- 「福岡西公園の夕照」　木版画　1936年（昭和11年）3月　個人所蔵
- 「河口湖」　木版画　1937年（昭和12年）　個人所蔵

版画作品
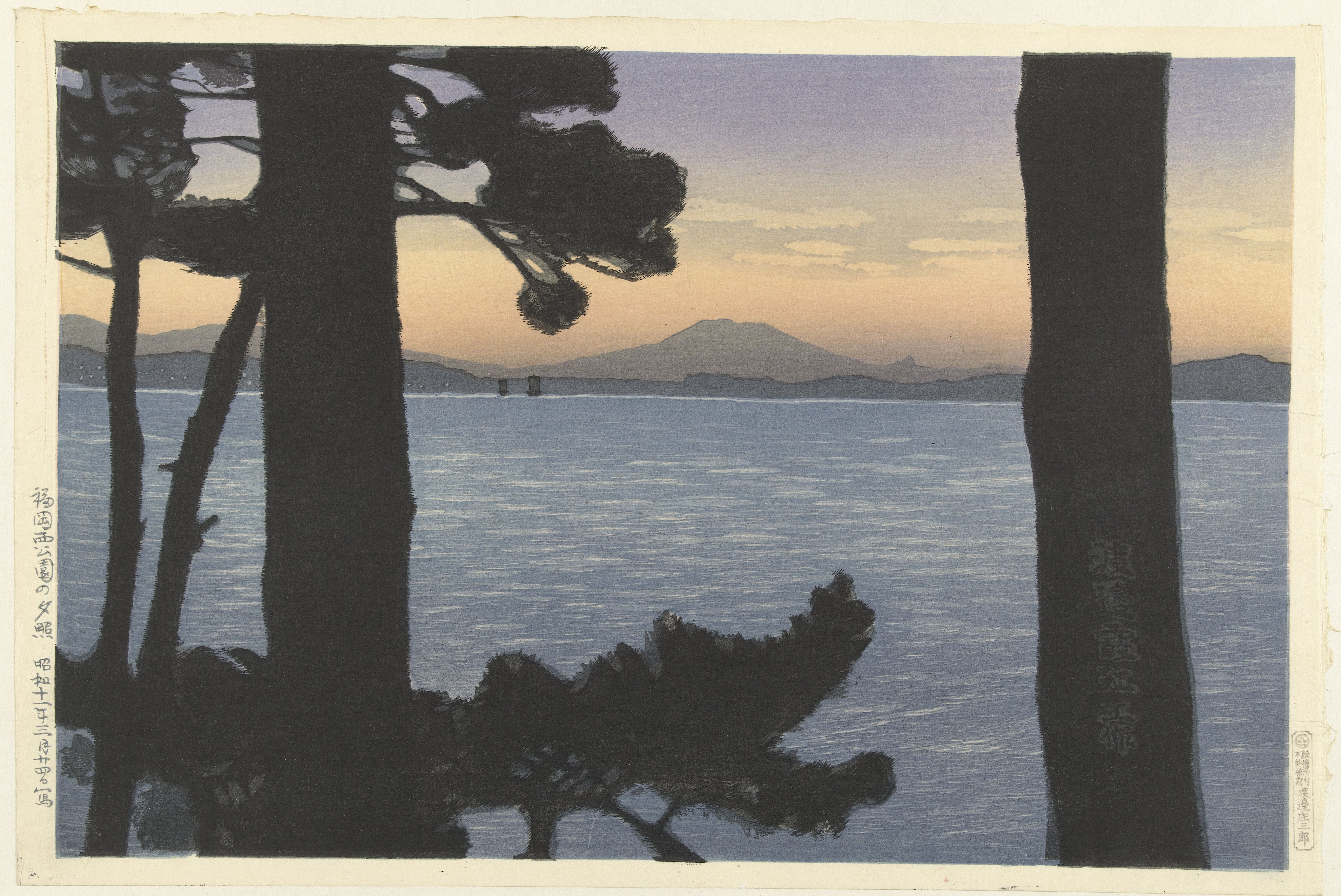
「福岡西公園の夕日」
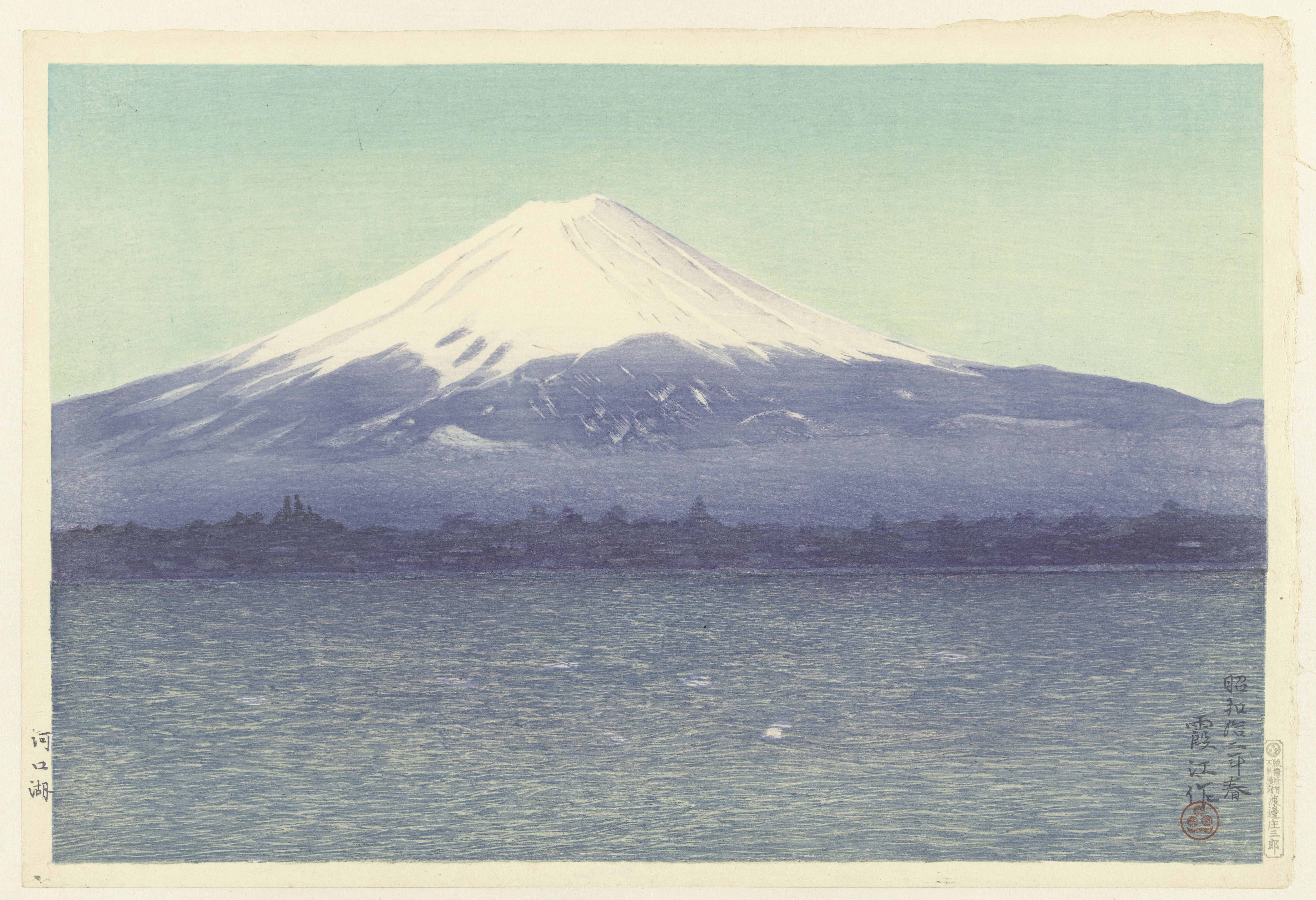
「河口湖」

## 参考図書
- 『浮世絵師伝』（井上和雄 編、渡辺庄三郎 校）渡辺版画店、1931年。
- 渡辺規 編『渡辺庄三郎』渡辺木版美術画舗、1974年。
- 吉田漱『浮世絵の基礎知識』雄山閣、1974年。
  - 吉田漱『新訂 浮世絵の基礎知識』雄山閣、1977年。
  - 吉田漱『浮世絵の基礎知識』雄山閣、1987年。
- 山梨絵美子　『日本の美術368　清親と明治の浮世絵』　至文堂、1997年
- 東京都江戸東京博物館編『よみがえる浮世絵　‐うるわしき大正新版画展』　東京都江戸東京博物館　朝日新聞社、2009年